# 阮福洪付
阮福洪付（越南语：／，1833年4月20日—1890年5月8日），越南阮朝绍治帝第三子，生母才人張氏翠。

## 生平
明命十四年三月初一日（1833年4月20日），阮福洪付在順化京城出生。年少好學。紹治六年（1846年）三月，受封為泰國公（越南语：／）。嗣德三十一年（1878年）正月，晉封泰盛公（越南语：／）。成泰二年三月二十日（1890年5月8日），阮福洪付去世，壽五十八歲，賜諡莊恭，葬於承天府香茶縣隆湖總海葛社，在香水縣安舊總安舊社建祠祭祀。成泰九年（1897年）七月，成泰帝追贈其為泰盛郡王（越南语：／）。

## 家庭

### 妻妾
- 陳氏美
- 潘氏登
- 阮氏綱，承天府人，阮文紀之女，生三子阮福膺靳
- 范氏桃，承天府人，范文諠之女，生六子阮福膺㫂
- 阮氏恩，承天府人，海陽布政使阮有珪之女，生八子阮福膺騂

### 子女
阮福洪付共有26子29女。本房後裔按照御賜斤字部起名，嗣德三十五年（1882年）改從馬字部起名。
- 三子阮福膺靳，生母阮氏綱，嗣德十年（1857年）出生，襲爵，後因罪廢為庶人。
- 六子阮福膺㫂，生母范氏桃，嗣德十年（1857年）出生，生有1子1女
- 八子阮福膺騂，原名阮福膺新，生母阮氏恩，嗣德十一年（1858年）出生，過繼給安豐郡王阮福洪保為子，改名阮福膺村。
- 十二子泰盛郡公阮福膺駟，恩封德蒲亭侯，維新四年六月初七日（1910年7月13日）封為泰盛郡公。
  - 孫阮福寶馴，襲封泰盛鄉公